# Apostolische Präfektur Hinganfu
Die in Ankang, Shaanxi, Volksrepublik China gelegene Apostolische Präfektur Hinganfu wurde am 28. März 1929 begründet. 
Die von den Franziskanern betreute Mission hatte einen Umfang von 25.000 km² und zählte 1950 3.982 Katholiken (0,3 % der Bevölkerung) in 12 Pfarreien mit 5 Diözesanpriestern, 9 Ordenspriestern und 21 Ordensschwestern.